# Charlie Chan titka
A Charlie Chan titka (eredeti cím: Charlie Chan's Secret)  1936-ban bemutatott fekete-fehér bűnügyi film.
A 20th Century Fox által gyártott tizedik Charlie Chan film. Főszereplő Warner Oland.

## Cselekménye
|  | Alább a cselekmény részletei következnek! |

Hawaii közelében elsüllyed egy személyszállító hajó 30 utassal. 27 utast élve kimentenek. Két holttestet nehézbúvárok hoznak fel, továbbá egy aktatáskát „A.C.” monogrammal. Egy utas hiányzik, Allen Colby, egy hatalmas örökség egyetlen örököse. Az aktatáskában Charlie Chan egy feljegyzést talál, amit Allen Colby írt: úgy érzi, hogy az életére törnek.
Allen Colby titokban érkezik San Franciscóba, és a család régi, elhagyott épületéhez oson. Mivel a kapu zárva van, átmászik a kerítésen. Az ablakból valaki figyeli a mozgását. A titokzatos megfigyelő előreállítja a faliórát fél órával. Amikor Allen Colby vissza akarja állítani az órát, a falban egy rekesz nyílik ki, ahonnan valaki egy kést repít a hátába, majd eltünteti a holttestet.
Az elhanyagolt épületben rendszeresen spiritiszta szeánszokat tart a Lowell család, így most is. A szeánsz közben, az elsötétített szobában hirtelen megjelenik Allen Colby holtteste, arca szinte világít. Sikoltozás tör ki, a villanyt felkapcsolják és kihívják a rendőrséget. A rendőrfelügyelő mindenkit kihallgat, de nem jut semmire. Mielőtt elvinnék a holttestet, Charlie Chan egy kendővel megtörli a holttest arcát. Házigazdáitól azt kéri, hogy éjszakára a házban maradhasson. Henrietta ezt megengedi és nem sokkal később ő is csatlakozik hozzá és az inashoz. Charlie Chan néhány kémcső és némi vegyszer segítségével megvizsgálja a kendőt és azon kininszulfát nyomokat talál. Ez világít a sötétben, ha ultraibolya fénnyel világítják meg, és a falban, a megfelelő helyen, rejtetten található egy ilyen lámpa. Ez, és a lámpába rejtett hangszóró (ami a „túlvilági” hangokat közvetítette) felveti azt a gyanút, hogy a Bowan professzornak és a médiumnak adott összeg kidobott pénz. Henrietta kijelenti, hogy meg fogja változtatni a végrendeletét (eredetileg továbbra is finanszírozta volna Bowan professzor ténykedését).
Ekkor hirtelen lövés dörren, és Henrietta csak azért menekül meg, mert Chan egy tükröződő felületen észreveszi a pisztolyt és a lövés előtt a nőre veti magát.
Észreveszik, hogy az ajtó zárva van, de ekkor Fred érkezik meg és kiszabadítja őket. Elmondja, hogy aggódtak Henrietta asszonyért, amikor észrevették, hogy nincs a szobájában, ezért idejött körülnézni. Hozzáteszi, hogy jól ismeri a házat, ami valóságos labirintus. Amikor elhagyják a házat, Fred megemlíti, hogy Allen valamikor eljegyezte Ulrich lányát, aki öngyilkos lett, amikor Allen felbontotta az eljegyzést. Ulrich azóta nem kedveli a családot.
Charlie Chan másnap reggel visszatér a házhoz, ahova Ulrich engedi be. Chan a házban egy rejtekajtót fedez fel, ami egy rejtett járatot takar. Chan ezen haladva kijut a házból. Megkérdezi Ulrichot, nincs-e kinine (amit megfázás ellen használtak), de ő nemmel válaszol.
Charlie Chan elmegy Bowanékhez, ahol csak Carlotta van otthon. Carlotta őszintének tűnik, amikor azt válaszolja Chan kérdésére, hogy nem tud az ultraibolya fényről. A „túlvilági zene” forrását is felfedi: azt a másik szobában lévő rövidhullámú rádióval sugározzák a Colby Házba, az ott elhelyezett kapcsolóval indítva. Az adóhoz egy végtelenített szalag csatlakozik, amin a zene van rögzítve. Közben megérkezik Bowan és bekapcsolja az adót, mire Chant áramütés éri és elájul. Bowan azonnali távozásra szólítja fel Carlottát. Carlotta azonban azt mondja, hogy ő nem tett olyasmit, amiért menekülnie kellene. Megérkezik a rendőrség, közben Bowan elmenekül.
Henrietta megváltoztatja a végrendeletét, törölni akarja azt a záradékot, amiben az okkultista kutatásokra alapítványt létesítene Colby Alapítvány néven, aminek 100 000 dollárt adományozott volna. Az alapítvány kezelői Bowan professzor és Mrs Carlotta Bowan. Az ügyvéd estére ígéri az irat elkészítését, amikor az összes rokon jelen lesz. A rendőrség körbeveszi a házat, de Bowan nem bukkan fel. A megbeszélt időben kintről lövés dörren, az üvegajtón lyuk keletkezik, Henrietta lecsúszik a székről. A felügyelő fejlövést állapít meg. A holttestet hamarosan elszállítják.
Másnap reggel Charlie az inas segítségével Henrietta házának kertjében az egyik fán friss vágást talál, ahonnan egy ágat távolítottak el. Charlie a szobából, ahol Henriettát a lövés érte, az üvegajtón lévő lyukon keresztül néz egy távcsővel, és egy torony tűnik fel a távolban. Egy rendőrnyomozóval a helyszínre megy. A toronyban az asztalhoz rögzítve egy távcsöves puskát találnak, aminek célkeresztjében pontosan az üvegajtón lévő lyuk látható. A puska elsütőbillentyűjéhez egy zsineg csatlakozik. A zsinór a haranghoz van kötve, tehát amikor a harang megszólal, a puska elsül. Charlie csőre tölti a fegyvert, és azt javasolja, hogy siessenek vissza a házhoz. A szobában az asztalon egy vázát helyez el, amit rövidesen eltalál a puskából származó lövedék. A rendőrfelügyelő magyarázatot kér, de közben telefonon jelentik, hogy Bowant elfogták. Bowan tagadja, hogy ő ölte volna meg Allen Colbyt. Charlie Chan javaslata alapján mindenkit összegyűjtenek a Colby Háznak abba a szobájába, ahol a szeánszokat szokták tartani, még Ulrichot is. Chan feltárja a jelenlévők indítékait Allen Colby meggyilkolására, majd azt javasolja, hogy a rejtély kibogozásához hívják segítségül a szellemvilágot. A szokott módon megkezdik a szeánszot, leoltják a villanyt és Bowan bevezetőt mond. Carlotta jelzi, hogy egy nő jelenlétét érzi, és feltűnik Henrietta felsőteste ugyanott, ahol korábban Allen is megjelent. Henriettát mindenki látja, izgalom tör ki. Henrietta el akarja mondani az igazságot... ekkor kialszik a hangulatvilágítás, és egy tőr repül oda, ahol Henrietta arca látható volt. De csak egy tükör törik össze. Kiderül, hogy Henrietta nem halt meg, a magyarázatot Charlie adja meg: a falon lévő tőrt grafitporral vonta be, mert feltételezte, hogy a korábbi merénylő újból megkísérli megölni az asszonyt. Hozzáteszi, hogy az üzleti megbeszélés előtt az asszony helyére egy bábut ültetett, amit a puska lövése eltalált. Amikor Charlie leleplezi Fredet a grafitnyomok alapján, ami a tenyerén látható, Fred pisztolyt ránt. Baxter véletlenül felijeszti a család macskáját, ekkor Fred megfordul, a pisztoly elsül, Charlie Fredre veti magát. A rendőrség elfogja és megbilincselve elviszi Fredet. Henrietta asszony nem akarja megvádolni Bowant, akinek a nyomozó az éjszakai vonatot ajánlja New Jersey felé. Henrietta szeretné megvendégelni Charlie-t ő azonban azzal hárítja el a meghívást, hogy vissza kell térnie a családjához Honoluluba, és megmutatja gyermekei közös fényképét, amin rajta és feleségén kívül tizenegy gyermeke látható.
Allen Colby meggyilkolásának lehetséges elkövetői és motivációik:
- Fred és Janice Gage, Alice Lowell és Dick Williams – Colby örökségéből élnek, ez a lehetőség Allen Colby feltűnésével megszűnik
- Bowan professzor – az okkultista kutatásokra jelentős összegeket kap, ezt Allen Colby megszüntetné, mert más nézeteket vall
- Warren Phelps ügyvéd – a családi vagyon kezelője, aki megbízhatatlanná vált, mert nagy veszteségei voltak a tőzsdén
- Ulrich, a gondnok – hosszú ideje gyűlöli Allen Colbyt a lánya halála miatt
- Henrietta Lowell – folytatná az okkultista kutatások finanszírozását, de tudja, hogy azokkal Allen nem ért egyet

|  | Itt a vége a cselekmény részletezésének! |

## Szereposztás
- Warner Oland (Gálvölgyi János) – Charlie Chan, detektív, aki megfejti a gyilkosság rejtélyét
- Rosina Lawrence (Farkas Zsuzsa) – Alice Lowell
- Charles Quigley (Jakab Csaba) – Dick Williams, Alice vőlegénye, a Globe riportere
- Henrietta Crosman (Komlós Juci) – Henrietta Lowell, Alan Colby nagynénje, Janice és Alice anyja
- Edward Trevor (Benkő Péter) – Fred Gage, Janice férje
- Astrid Allwyn (Kovács Nóra) – Janice Gage, Henrietta lánya
- Herbert Mundin (Szombathy Gyula) – Baxter, Henrietta Lowell inasa – végig a történet során komikusan viselkedik
- Jonathan Hale – Warren T. Phelps, Lowellék jogásza, a családi vagyon kezelője
- Egon Brecher (Komlós András) – Ulrich, gondnok a Colby-háznál
- Jerry Miley – Allen Colby, a meggyilkolt örökös
- Arthur Edmund Carewe (Buss Gyula) – Bowan professzor, „szellemkutató”, valójában szélhámos
- Gloria Roy (Szegedi Erika) – Carlotta, Bowan professzor felesége, médium, aki képes a halottakkal kommunikálni
- Ivan Miller (Szokolay Ottó) – Morton rendőrfelügyelő
- Charles Quigley (Jakab Csaba) – Dick Williams
- Henrietta Crosman (Komlós Juci) – Henrietta Lowell
- Francis Ford (Antal László) – Salvage hajó kapitánya
- ? (Orosz István) – Búvár
- ? (Surányi Imre) – Doktor

## Fordítás
Ez a szócikk részben vagy egészben  a   Charlie Chan's Secret című angol Wikipédia-szócikk fordításán alapul.  Az eredeti cikk szerkesztőit annak laptörténete sorolja fel. Ez a jelzés csupán a megfogalmazás eredetét és a szerzői jogokat jelzi, nem szolgál a cikkben szereplő információk forrásmegjelöléseként.